# یاکوب هورت
یاکوب هورت (استونیایی: Jakob Hurt; ۲۲ ژوئیهٔ ۱۸۳۹ – ۱۳ ژانویهٔ ۱۹۰۷) زبان‌شناس، الهی‌دان و فولکلوریست استونیایی بود.